# Franck Songo’o
Franck Songo’o (ur. 14 maja 1987 w Jaunde) – kameruński piłkarz grający na pozycji pomocnika. Jest synem kameruńskiego bramkarza Jacques’a Songo’o

## Życiorys
Reprezentował barwy narodowe Kamerunu. W drużynie seniorskiej zadebiutował w 2008 roku.
Wychowanek szkółki piłkarskiej FC Barcelona, skąd w sierpniu 2005 za kwotę 250 tysięcy funtów przeszedł do angielskiego Portsmouth. W październiku 2006 roku dołączył na miesięczne wypożyczenie do grającego w League 1 Bournemouth, następnie w marcu 2007 roku został ponownie wypożyczony do Preston North End, gdzie ma grać do zakończenie sezonu.
FIFA wyraziła zgodę na to, aby Franck Songo’o reprezentował Kamerun w Igrzyskach Olimpijskich.
8 września 2008 podpisał kontrakt z zespołem Real Saragossa, gra z numerem 11.
Debiutanckie trafienie w barwach Realu Saragossa miało miejsce 14 lutego 2009 roku w meczu przeciwko UD Las Palmas.